# Aldo Busi
Aldo Busi (Montichiari, Brescia, 25 février 1948) est un écrivain et traducteur italien connu pour ses traductions de l'anglais, de l'allemand et de l'ancien italien de Johann Wolfgang von Goethe, Lewis Carroll, Christina Stead, Giovanni Boccaccio, Baldassarre Castiglione, Friedrich von Schiller et Ruzante.

## Biographie

### Jeunesse et formation littéraire
Troisième fils de Marcello Busi (1913 – 1982) et Maria Bonora (1914 – 2008) il grandit avec son père, sa mère et ses frères. À 14 ans il est obligé par son père, gestionnaire d'une auberge, à quitter l'école et commence à travailler comme un serveur dans les environs du lac de Garde.
Par la suite, il se rend à Milan et en 1968 il obtient l'exonération du service militaire grâce à l'article 28/a qui en dispense les homosexuels.
Il entreprend un périple à l'étranger, d'abord en France de 1969 à 1970 (Lille et Paris), puis en Grande-Bretagne (Londres de 1970 à 1971), Allemagne (Munich, 1971 et 1972, Berlin en 1974), Espagne (Barcelone en 1973) et États-Unis (New York, en 1976), exerçant différentes activités (serveur, éboueur, gardien de nuit ou garçon de cuisine). Ces voyages lui permettent d'apprendre diverses langues (français, anglais, allemand, espagnol).
Par la suite, il obtient un diplôme à l'École supérieure de Florence et parallèlement, continue à rédiger Il Monoclino, son premier roman qui en 1984 sera publié avec le titre définitif de Séminaire sur la jeunesse.
Il travaille occasionnellement comme traducteur, expérience qui inspire son second roman Vie standard d'un vendeur provisoire de collants, et commence ses premières traductions de l'anglais et de l'allemand.
En 1981, il est diplômé de l'université de Vérone, où il rédige une thèse sur le poète américain John Ashbery.

### Maturité et succès: le romancier, l'essayiste, le traducteur
Busi met le roman au centre de sa production (il en a écrit sept) parce qu'il le considère comme la forme la plus haute de littérature pour sa complexité de structure, son contenu esthétique et sa flexibilité expressive.
Observateur attentif de la société et des coutumes, particulièrement les coutumes des Italiens, il crée des personnages qui reflètent sa profondeur intérieure, et le contexte de la narration est peint de manière impressionniste et réaliste.
Les relations homosexuelles sont l'un des principaux thèmes de ses ouvrages, ainsi que les questions féministes sur lesquelles il écrit deux livres (Sentire le donne et Manuale della perfetta gentildonna), l'État laïque, la société italienne et la vie politique.
Militant politique de gauche, anticlérical dans sa vie et son art, à cause de ses prises de position et de son langage direct, il se trouve souvent impliqué dans des conflits.
En 1990 sort son quatrième livre, Sodomies en corps 11. L'écrivain est accusé de publier des obscénités sexuelles mais sera finalement acquitté.
Ce cas sera renouvelé par d'autres procédures judiciaires, parce que plusieurs de ses œuvres, articles de journaux et apparitions à la télé connaîtront le même sort.
Il publie une série de cinq essais de «fin de millénaire» et six manuels «pour une humanité parfaite» qui analysent les problèmes socio-politiques contemporaines et proposent des suggestions sur la façon de gérer la vie de tous les jours.
Sa production littéraire inclut aussi sept récits de voyage, deux romans courts, un recueil de contes, deux fables, une pièce de théâtre, un scénario, un livre de chansons et deux autobiographies.
Voyageur des cinq continents, il publie des reportages qui contribuent aussi largement à sa renommée de narrateur et observateur.
Les œuvres de Busi ont été traduites en onze langues. Trois de ses romans l'ont été en français. Occasionnellement, il écrit aussi pour des journaux et des magazines.
En 2006, le critique littéraire Marco Cavalli écrit la première monographie sur Aldo Busi, sous le titre Busi in corpo 11, dans laquelle il décrit, analyse et commente l'œuvre entière de l'écrivain.
En plus d'être un écrivain, Busi a traduit divers livres de l'anglais et de l'allemand vers l'italien. Parmi ceux-ci, Les Aventures d'Alice au pays des merveilles de Carroll, Les Souffrances du jeune Werther de Goethe, ainsi que Cabale et Amour de Schiller.
Sa recherche personnelle comme érudit et comme traducteur de langues étrangères l'amène à traduire aussi des œuvres du Moyen Âge et de la Renaissance de l'italien ancien à l'italien contemporain, comme le Décaméron de Boccace, Le Livre du courtisan de Baldassare Castiglione (avec Carmen Covito (it)), les deux dialogues de Ruzzante, et Novellino, d'auteur anonyme du XIIIe siècle (avec Carmen Covito).
Selon Busi, aujourd'hui, plusieurs classiques de la littérature italienne, notamment La Divine Comédie, sont plus connus à l'étranger qu'en Italie, parce que la mise à jour de la langue n'est pas encore devenue une coutume dans le paysage culturel de leur pays d'origine.
Sa traduction du Décaméron est primée en 2013 avec le Premio Letterario Boccaccio.
En suivant la même philosophie de mise à jour de la langue, entre 1995 et 2008 Busi dirige, pour l’éditeur Frassinelli, une collection de classiques des plus importantes littératures modernes, réalisée avec des traductions nouvelles qui utilisent tous les registres linguistiques de la langue contemporaine.
De 2004 à 2009 il a aussi présenté l'émission télévisée de littérature Amici libri ("Livres amis"), où il joue aussi le rôle de professeur de Culture Générale.

### L'immobilisme de l'Italie et la «grève de l'écriture»
Vers le milieu des années 2000 l'écrivain déclare d'être fatigué et déçu de l'immobilisme de la culture et de la politique de son pays. Il soutient aussi que son travail a été boycotté de l'Italie et décide de se retirer de l'écriture, au moins de l'écriture organique du roman.
Dans les années suivantes, donc, ses publications sont bien plus sporadiques et limitées à des œuvres mineures et à du vieux matériel révisé. La seule exception est représentée par le roman El especialista de Barcelona, qui selon lui est totalement imprévu à l'écrivain même, et qui, ce n'est pas par hasard, parle aussi de la lutte d'un écrivain contre un livre qui veut être écrit.
En 2010, après sept années sans publication, il publie un recueil de trois nouvelles, intitulé Aaa! pour l'éditeur Bompiani.

## Œuvre

### Romans
- Seminario sulla gioventù, Milan: Adelphi, 1984. Éditions revues en 1989, 1992 et 2004. Publié en français sous le titre Séminaire sur la jeunesse, traduit par Monique Aymard, Paris : Presses de la Renaissance, 1988, 320 p.  (ISBN 978-2-85616-455-6)
- Vita standard di un venditore provvisorio di collant, Milan : Mondadori, 1985. Éditions revue en 2002. Publié en français sous le titre Vie standard d'un vendeur provisoire de collants, traduit par François Bouchard et Françoise Brun, Paris Éditions Robert Laffont, 1988, 451 p.  (ISBN 978-2-221-05008-8)
- La delfina bizantina, Milan : Mondadori, 1986.
- Vendita galline Km 2, Milan : Mondadori, 1993.
- Suicidi dovuti, Milan : Frassinelli, 1996.
- Casanova di se stessi, Milan : Mondadori, 2000.
- El especialista de Barcelona, Milan : Dalai, 2012.

### Récits de voyage
- Sodomie in corpo 11, Milan : Mondadori, 1988. Publié en français sous le titre Sodomies en corps 11: non voyage, non sexe et écriture, traduit par Françoise Brun, Paris : Presses de la Renaissance, 1991, 360 p.  (ISBN 9782856166024)
- Altri abusi (viaggi, sonnambulismi e giri dell'oca), Milan : Leonardo, 1989.
- Cazzi e canguri (pochissimi i canguri), Milan : Frassinelli, 1994.
- Aloha!!!!! (gli uomini, le donne e le Hawaii), Milan : Bompiani, 1998.
- La camicia di Hanta (viaggio in Madagascar), Milan : Mondadori, 2003.
- E io, che ho le rose fiorite anche d'inverno? (scrittura in viaggio), Milan : Mondadori, 2004.
- Bisogna avere i coglioni per prenderlo nel culo, Milan : Mondadori, 2006.

### Série des manuels «pour une humanité parfaite»
- Manuale del perfetto Gentilomo, Milan : Sperling & Kupfer, 1992. Réédition Mondadori, 1999.
- Manuale della perfetta Gentildonna, Milan : Sperling & Kupfer, 1994. Réédition Mondadori, 2000.
- Nudo di madre (manuale del perfetto Scrittore), Milan : Bompiani, 1997.
- Manuale della perfetta mamma (con qualche contrazione anche per lui), Milan : Mondadori, 2000.
- Manuale del perfetto papà (beati gli orfani), Milan : Mondadori, 2001.
- Manuale del perfetto single (e della piùccheperfetta fetta per fetta), Milan : Mondadori, 2002.

### Autres écrits
- Pâté d'homme. Tragoedia peninsulare in tre atti, uno strappo, due estrazioni e taglio finale (pièce de théâtre), Milan : Mondadori, 1989.
- L'amore è una budella gentile (roman court), Milan : Leonardo, 1991.
- Sentire le donne (essai), Milan : Bompiani, 1991.
- Le persone normali. La dieta di Uscio (essai), Milan : Mondadori, 1992.
- Madre Asdrubala (all'asilo si sta bene e s'imparan tante cose!) (fable), Milan : Mondadori, 1995.
- La vergine Alatiel (che con otto uomini forse diecimila volte giaciuta era) (scénario), Milan : Mondadori, 1996.
- L'amore trasparente. Canzoniere (livre de chanson), Milan : Bompiani, 1997.
- Per un'Apocalisse più svelta (essai), Milan : Mondadori, 1999.
- Un cuore di troppo (roman court), Milan : Mondadori, 2001.
- La signorina Gentilin dell'omonima cartoleria (roman court), Milan : Mondadori, 2002.
- Guancia di tulipano (fable), Milan : Mondadori, 2003.
- Aaa! (recueil de contes), Milan : Bompiani, 2010.
- E baci (essai), Milan : Editoriale Il Fatto, 2013.
- Vacche amiche (un'autobiografia non autorizzata) (autobiographie), Venise : Marsilio, 2015.
- L'altra mammella delle vacche amiche (un'autobiografia non autorizzata) (autobiographie), Venise : Marsilio, 2015.
- Le consapevolezze ultime (essai), Turin : Einaudi, 2018.

## Média

### Musique et CD
- Aldo Busi legge e canta Alice nel Paese delle Meraviglie, CD dans l'auteur lit et chante Alice au Pays des Merveilles (avec un texte de 154 pages), Milan, Arnoldo Mondadori Editore, 1989.
- Pazza, album de neuf chansons chantées par Aldo Busi (avec les textes), Milan, Bompiani, 1990  (ISBN 8845216209)
- Texte de la chanson L'amore è un drago dormiente du livre de chanson L'amore trasparente. Canzoniere de Aldo Busi dans l'album 1999 de Timoria, Polygram, 1999.
- Incipit, livret de 36 pages avec CD dans lequel Aldo Busi lit les débuts de certains ses livres, Rome, L. Sossella, 2004,  (ISBN 8887995869)

### Cinéma
- Mutande Pazze, film de Roberto d'Agostino, camée comme lui-même, 1992.